# Kajsa Ollongren

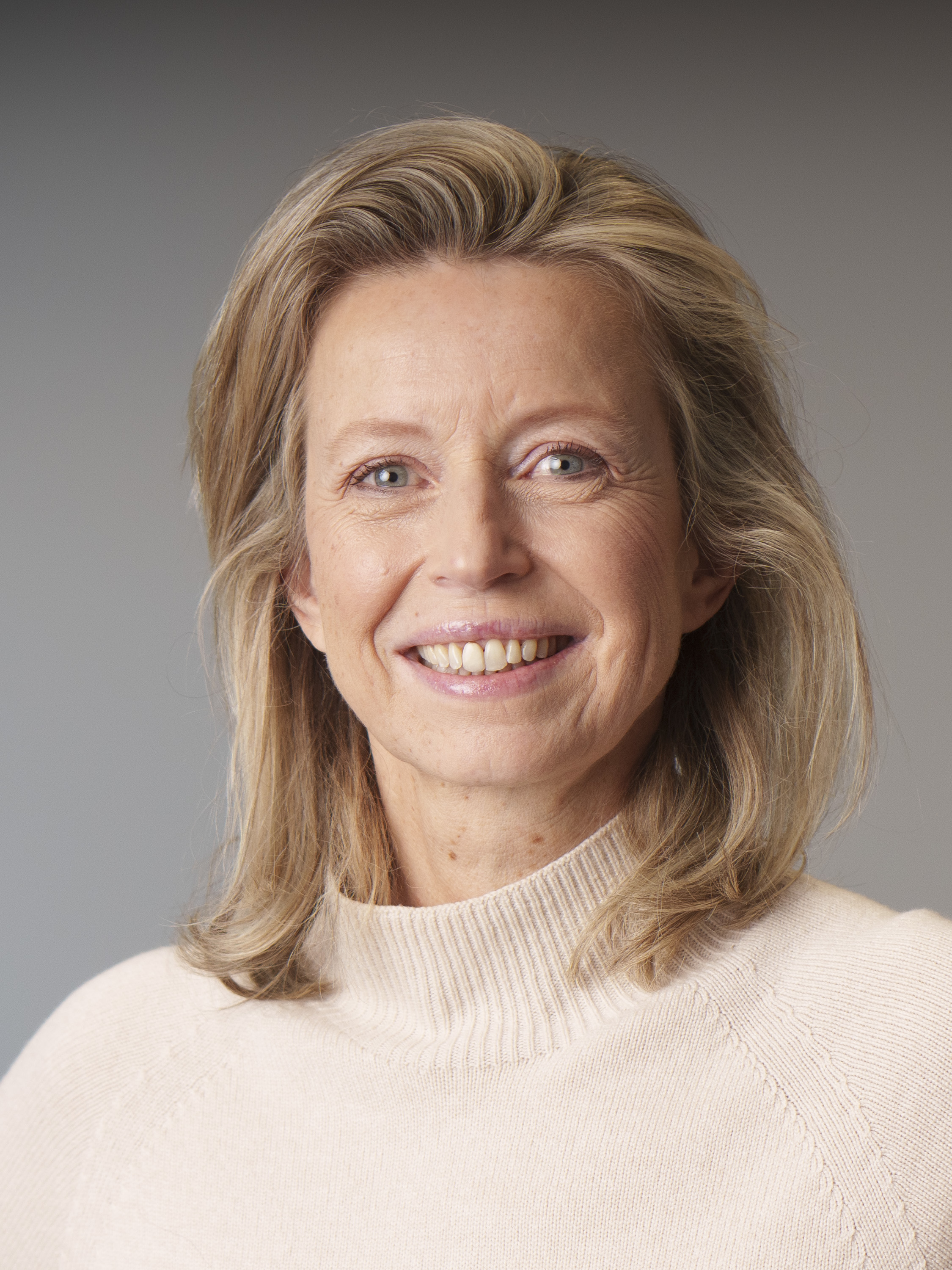
Kajsa Ollongren, 2022

Karin Hildur „Kajsa“ Ollongren (* 28. Mai 1967 in Leiden) ist eine niederländische Politikerin der D66. Von Januar 2022 bis Juni 2024 war sie Verteidigungsministerin im Kabinett Rutte IV. Zuvor war sie Ministerin für Inneres und Königreichsbeziehungen sowie stellvertretende Ministerpräsidentin im Kabinett Rutte III. Sie ist seit August 2025 EU-Sonderbeauftragte für Menschenrechte.

## Leben
Ollongren ist die Tochter des niederländischen Informatikers und Astronomen Alexander Ollongren und der Schwedin Gunvor Ulla Marie Ollongren-Lundgren. Sie besitzt neben der niederländischen auch die schwedische Staatsangehörigkeit. Sie wuchs in Oegstgeest auf und besuchte dort von 1979 bis 1985 das Rijnlands Lyceum. Sie studierte von 1985 bis 1991 Wirtschaftswissenschaften und Geschichte an der Universität von Amsterdam und absolvierte danach die Ausbildung administration publique (öffentliche Verwaltung) an der École nationale d’administration in Paris und den Lehrgang Auslandsbeziehungen am Clingendael-Institut in Den Haag.

## Politik

### Öffentliche Ämter
Nach dem Studium arbeitete Ollongren von 1992 bis 2007 im Ministerium für Wirtschaft, zuerst als Sachbearbeiterin Mittel- und Osteuropa und später als Leiterin für parlamentarische Angelegenheiten. 2001 wurde sie zur Leiterin der Direktion Europäische Integration und 2004 zur stellvertretenden Leiterin des Generaldirektorats. Ollongren nahm 2006 als Kandidatin für die linksliberale Partei D66 an der Parlamentswahl teil. Im Jahr 2007 wechselte sie zum Ministerium für allgemeine Angelegenheiten als Generalsekretärin.

### Lokalpolitik
Im Jahr 2014 wurde Ollongren Beigeordnete und stellvertretende Bürgermeisterin von Amsterdam. Als solche war sie zuständig für die Bereiche Wirtschaft, Flughafen/Seehafen, Denkmalschutz, Kunst und Kultur, lokale Medien, kommunale Beteiligungen sowie den Stadtteil Amsterdam-Centrum.

### Ministerin für Inneres und Königreichsbeziehungen
Vom 26. Oktober 2017 bis zum 10. Januar 2022 war Ollongren Ministerin für Inneres und Königreichsbeziehungen und stellvertretende Ministerpräsidentin im dritten Kabinett Rutte. Aus gesundheitlichen Gründen wurden ihre Aufgaben als Ministerin von November 2019 bis zum 14. April 2020 vorübergehend von Raymond Knops als Minister für Inneres und Königreichsbeziehungen, Ank Bijleveld als Ministerin für den AIVD und Stientje van Veldhoven als Ministerin für Umwelt und Wohnungsbau übernommen. Das Amt des Vizepremiers wurde für einen etwas längeren Zeitraum, bis zum 14. Mai 2020, von Wouter Koolmees übernommen.

### Ministerin der Verteidigung
Am 10. Januar 2022 wurde Ollongren zur Ministerin der Verteidigung im vierten Kabinett Rutte ernannt. Sie schied mit Ende des Kabinetts im Juli 2024 aus.

### EU-Sonderbeauftragte für Menschenrechte
Ollongren wurde zum 23. Juni 2025, schließlich mit Wirkung vom 1. August 2025, zur EU-Sonderbeauftragten für Menschenrechte ernannt.

## Privates
Ollongren ist mit der niederländischen Filmproduzentin Irene van den Brekel verheiratet. Sie leben mit ihren zwei Kindern in Amsterdam.